# Branford Marsalis
Branford Marsalis (New Orleans, Louisiana, 1960. augusztus 26. –) háromszoros Grammy-díjas amerikai szaxofonos.

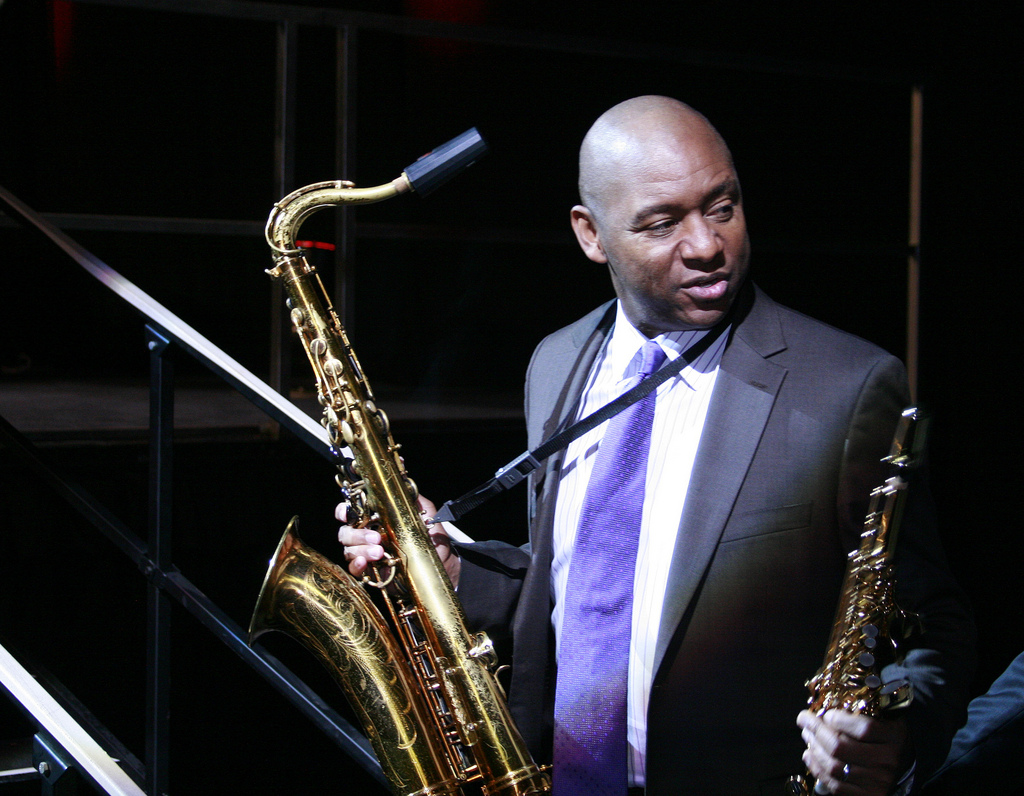

„Ugyanolyan lelkesedéssel játszom dzsesszt és klasszikus zenét.”

## Pályakép
Zenész családból származik, apja, és négy fiútestvére is ismert dzsesszzenész.
1986-ban alapította első kvartettjét. Koncertjein vendégei voltak például Miles Davis, Sonny Rollins, Dizzy Gillespie, Herbie Hancock. Klasszikus zenét is játszik, Aaron Copland, Claude Debussy, Glazunov, Jacques Ibert, Gustav Mahler, Darius Milhaud, Ned Rorem, Vaughan Williams, Heitor Villa-Lobos, Sally Beamish műveit.
2000-ben Laurence Fishburne első rendezésének, az Egyszer az életben című filmnek írta a zenéjét.

## Díjak
Három Grammy-díj: 2005, 2006, 2016.

## Lemezek
(válogatás)
- The Secret Between The Shadow And The Soul (Branford Marsalis Quartet) (2019)
- Upward Spiral (ft. Kurt Elling) (2016)
- In My Solitude – Live at Grace Cathedral (San Francisco, 2014)
- Four MFs Playin' Tunes (Marsalis Music, 2012)
- Songs of Mirth and Melancholy (2011)
- Metamorphosen (2009)
- Braggtown (2006)
- Eternal (2004)
- Romare Bearden (2003)
- Footsteps Of Our Fathers (2002)
- Requiem (1999, Columbia)
- Music Evolution (1997, Columbia)
- Buckshot LeFonque (1994, Columbia)
- I Heard You Twice The First Time (1992)
- Crazy People Music (1990, CBS)
- Trio Jeepy (1989, Sony BMG)
- Random Abstract (1988, CBS)
- Royal Garden Blues (1986)
- Scenes In The City (1984)